# Caballos salvajes
Caballos salvajes é um filme de drama e faroeste argentino de 1995 dirigido por Marcelo Piñeyro. Foi selecionado como representante da Argentina à edição do Oscar 1996, organizada pela Academia de Artes e Ciências Cinematográficas.

## Elenco
- Héctor Alterio
- Leonardo Sbaraglia
- Cecilia Dopazo
- Federico Luppi